# Віла-де-Фрадеш
Віла-де-Фрадеш (порт. Vila de Frades; МФА: [ˈvi.ɫɐ dɨ ˈfɾa.dɨʃ]) — парафія в Португалії, у муніципалітеті Відігейра. Розташована в південній частині країни, на теренах історичної португальської провінції Алентежу. Входить до складу округу Бежа. За адміністративним поділом, чинним до 1976 року, терени парафії були складовою провінції Нижнє Алентежу. Належить до Безької діоцезії Католицької церкви. Патрон — святий Кукуфас. Площа — 25,6214 км². Населення — 928 ос. (2011). Слабо урбанізований регіон. Густота населення — 36,22 осіб/км²
. Код — 021404.

## Населення
| Кількість мешканців | Кількість мешканців | Кількість мешканців | Кількість мешканців | Кількість мешканців | Кількість мешканців | Кількість мешканців | Кількість мешканців | Кількість мешканців | Кількість мешканців | Кількість мешканців | Кількість мешканців | Кількість мешканців | Кількість мешканців | Кількість мешканців |
| ------------------- | ------------------- | ------------------- | ------------------- | ------------------- | ------------------- | ------------------- | ------------------- | ------------------- | ------------------- | ------------------- | ------------------- | ------------------- | ------------------- | ------------------- |
| 1864                | 1878                | 1890                | 1900                | 1911                | 1920                | 1930                | 1940                | 1950                | 1960                | 1970                | 1981                | 1991                | 2001                | 2011                |
| 1 725               | 1 767               | 1 690               | 1 792               | 1 674               | 1 316               | 1 909               | 1 926               | 1 859               | 1 661               | 1 203               | 1 169               | 1 051               | 992                 | 928                 |